# Richard Lee Metcalfe

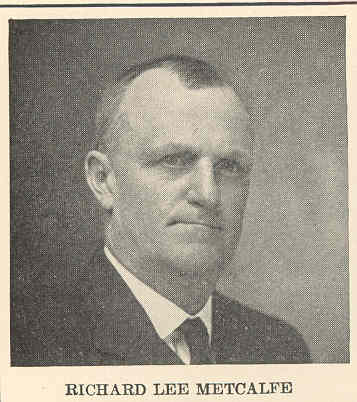
Richard Lee Metcalfe

Richard Lee Metcalfe (* 11. Oktober 1861 in Alton, Illinois; † 31. März 1954) war ein US-amerikanischer Politiker. In den Jahren 1913 und 1914 war er Militärgouverneur der Panamakanalzone.

## Werdegang
Richard Metcalfe absolvierte in Poplar Bluff (Missouri) eine Lehre im Druckerhandwerk. Schon bald wurde er stellvertretender Zeitungsherausgeber. Nach seiner Heirat mit Bessie Buehler im Jahr 1885 zog die Familie nach Omaha in Nebraska, wo er ebenfalls in das Zeitungsgeschäft einstieg. Dort war er als Reporter und Mitherausgeber einiger Zeitungen tätig. Er wurde Mitglied der Demokratischen Partei und ein Freund von William Jennings Bryan. Zusammen mit diesem gab er zwischen 1905 und 1913 die Wochenzeitung The Commoner heraus. Von 1914 bis 1920 verlegte er die Wochenzeitung Omaha Nebraskan.
Politisch bewarb sich Metcalfe erfolglos um verschiedene Ämter. Zweimal scheiterte seine Kandidatur für den US-Senat. Im Jahr 1910 strebte er ebenso erfolglos das Amt des Gouverneurs von Nebraska. 1913 wurde er von Präsident Woodrow Wilson zum neuen Gouverneur der Panamakanalzone ernannt. Dieses Amt bekleidete er als Nachfolger von Maurice Thatcher bis 1914. Zwischen 1930 und 1933 war Metcalfe Bürgermeister von Omaha. Danach wurde er von Präsident Franklin D. Roosevelt zum Staatsdirektor für Nebraska für den National Emergency Council ernannt.
Metcalfe übte zwischenzeitlich auch andere Berufe aus. So war er unter anderem Werbemanager für das Kaufhaus J. L. Brandeis & Sons. Ende der 1920er Jahre trat er in die Baufirma seiner Söhne (Metcalfe Company) ein. Er starb am 31. März 1954 im Alter von 92 Jahren.